# キム・クートゥア
キム・クートゥア（Kim Couture、1975年12月18日 - ）は、アメリカ合衆国の女性総合格闘家。ネバダ州ラスベガス出身。タップアウトジム所属。
総合格闘家ランディ・クートゥアは元夫。

## 来歴
2008年6月20日、トーマス&マック・センターで行われたプロデビュー戦ではキム・ローズに判定で敗れる。11月21日の「Strikeforce: Destruction」では1RでのTKO勝ちによりプロ初白星を挙げた。
2009年5月15日、Strikeforce Challengers 1でミーシャ・テイトと対戦予定であったが、欠場となった。
2009年11月20日、Strikeforce Challengers 5でケリー・ヴェラと対戦し、ケージ際に追い込まれてのスタンドパンチ連打でTKO負けとなった。1週間前の11月14日には、UFC 105で元夫ランディとケリーの夫ブランドン・ヴェラが対戦したばかりであった。

## 戦績

### 総合格闘技
| 総合格闘技 戦績 | 総合格闘技 戦績 | 総合格闘技 戦績 | 総合格闘技 戦績 | 総合格闘技 戦績 | 総合格闘技 戦績 | 総合格闘技 戦績 |
| --------------- | --------------- | --------------- | --------------- | --------------- | --------------- | --------------- |
| 3 試合          | (T)KO           | 一本            | 判定            | その他          | 引き分け        | 無効試合        |
| 1 勝            | 1               | 0               | 0               | 0               | 0               | 0               |
| 2 敗            | 1               | 0               | 1               | 0               | 0               | 0               |

| 勝敗 | 対戦相手         | 試合結果                          | 大会名                             | 開催年月日     |
| ×    | ケリー・ヴェラ   | 1R 3:35 TKO（スタンドパンチ連打） | Strikeforce Challengers 5          | 2009年11月20日 |
| ○    | リーナ・ウォコフ | 1R 1:44 TKO（パウンド）           | Strikeforce: Destruction           | 2008年11月21日 |
| ×    | キム・ローズ     | 5分3R終了 判定0-3                 | Banner Promotions: Night of Combat | 2008年6月20日  |